# Maria Elena Camerin
Maria Elena Camerin (Motta di Livenza, 21 maart 1982) is een voormalig professioneel tennisspeelster uit Italië. Zij begon met tennis toen zij tien jaar oud was. Haar favoriete ondergrond is gravel.
2001 was Camerins doorbraakjaar. Zij wist zich voor het eerst te plaatsen voor een WTA-toernooi (Rome), was verliezend finaliste van het toernooi in Casablanca, maakte haar grandslamdebuut op het US Open en kwam de top 100 binnen.
Camerin won nooit een titel in het enkelspel op de WTA-tour. Zij bereikte wel tweemaal de finale. In het dubbelspel was zij succesvoller. Zij won daarin drie toernooien, steeds met een andere partner, te weten Emmanuelle Gagliardi, Émilie Loit en Gisela Dulko.
In 2001-2002, 2004-2005 en 2011 maakte zij deel uit van het Italiaanse Fed Cup-team en in 2004 kwam zij voor Italië uit op de Olympische Spelen in Athene. Zij verloor in de tweede ronde van de Française Amélie Mauresmo.

## Posities op deWTA-ranglijst
Positie per einde seizoen:
| jaar | rang enkelspel | rang dubbelspel |
| ---- | -------------- | --------------- |
| 2013 | 237            | 194             |
| 2012 | 167            | 190             |
| 2011 | 176            | 133             |
| 2010 | 112            | 193             |
| 2009 | 110            | 117             |
| 2008 | 107            | 110             |
| 2007 | 99             | 50              |
| 2006 | 54             | 39              |
| 2005 | 96             | 48              |
| 2004 | 43             | 98              |
| 2003 | 99             | 181             |
| 2002 | 123            | 187             |
| 2001 | 113            | 231             |
| 2000 | 229            | 246             |
| 1999 | 456            | 718             |
| 1998 | 738            | 718             |

## Palmares
| Legenda                |
| ---------------------- |
| Grandslamtoernooi      |
| Olympische Spelen      |
| Year-End Championships |
| Tier I                 |
| Tier II                |
| Tier III               |
| Tier IV & V            |

### WTA-finaleplaatsen enkelspel
| nr.              | finale     | toernooi       | ondergrond | tegenstandster | score         |         |
| ---------------- | ---------- | -------------- | ---------- | -------------- | ------------- | ------- |
| verloren finales |            |                |            |                |               |         |
| 1.               | 2001-07-29 | WTA Casablanca | gravel     | Zsófia Gubacsi | 6-1, 3-6, 6-7 | details |
| 2.               | 2006-09-24 | WTA Portorož   | hardcourt  | Tamira Paszek  | 5-7, 1-6      | details |

### WTA-finaleplaatsen vrouwendubbelspel
| nr.              | finale     | toernooi       | ondergrond | partner              | tegenstandsters                        | score         |         |
| ---------------- | ---------- | -------------- | ---------- | -------------------- | -------------------------------------- | ------------- | ------- |
| gewonnen finales |            |                |            |                      |                                        |               |         |
| 1.               | 2005-10-02 | WTA Guangzhou  | hardcourt  | Emmanuelle Gagliardi | Neha Uberoi Shikha Uberoi              | 7-6, 6-3      | details |
| 2.               | 2005-10-09 | WTA Tasjkent   | hardcourt  | Émilie Loit          | Anastasia Rodionova Galina Voskobojeva | 6-3, 6-0      | details |
| 3.               | 2006-07-23 | WTA Cincinnati | hardcourt  | Gisela Dulko         | Marta Domachowska Sania Mirza          | 6-4, 3-6, 6-2 | details |
| verloren finales |            |                |            |                      |                                        |               |         |
| 1.               | 2005-01-08 | WTA Gold Coast | hardcourt  | Silvia Farina-Elia   | Jelena Lichovtseva Magdalena Maleeva   | 3-6, 7-5, 1-6 | details |
| 2.               | 2006-07-30 | WTA Stanford   | hardcourt  | Gisela Dulko         | Anna-Lena Grönefeld Shahar Peer        | 1-6, 4-6      | details |
| 3.               | 2006-10-08 | WTA Tasjkent   | hardcourt  | Emmanuelle Gagliardi | Viktoryja Azarenka Tatjana Poetsjek    | walk-over     | details |

### Gewonnen ITF-toernooien enkelspel
| nr. | finale     | toernooi        | dotatie  | tegenstandster in finale | score         |
| --- | ---------- | --------------- | -------- | ------------------------ | ------------- |
| 1.  | 2000-09-03 | Spoleto         | $10.000  | Maret Ani                | 6-2, 7-6      |
| 2.  | 2001-04-15 | San Luis Potosí | $25.000  | Martina Müller           | 6-4, 7-5      |
| 3.  | 2001-04-22 | Coatzacoalcos   | $25.000  | Gabriela Voleková        | 6-1, 6-3      |
| 4.  | 2002-10-20 | Sedona          | $25.000  | Brie Rippner             | 6-3, 4-6, 6-3 |
| 5.  | 2002-11-10 | Pittsburgh      | $50.000  | Maria Sjarapova          | 7-6, 6-2      |
| 6.  | 2003-04-20 | San Luis Potosí | $25.000  | Vanina García Sokol      | 6-0, 6-4      |
| 7.  | 2009-05-03 | Cagnes-sur-Mer  | $100.000 | Zuzana Ondrášková        | 6-1, 6-2      |
| 8.  | 2009-06-06 | Nottingham      | $50.000  | Stefanie Vögele          | 6-2, 4-6, 6-1 |
| 9.  | 2012-06-03 | Grado           | $25.000  | Yvonne Meusburger        | 6-2, 6-3      |
| 10. | 2012-09-02 | Bagnatica       | $10.000  | Karin Knapp              | 7-6, 6-4      |

### Gewonnen ITF-toernooien dubbelspel
| nr. | finale     | toernooi   | dotatie | partner            | tegenstandsters in finale              | score            |
| --- | ---------- | ---------- | ------- | ------------------ | -------------------------------------- | ---------------- |
| 1.  | 2000-02-27 | Montechoro | $10.000 | Barbara Hellwig    | Ana Catarina Nogueira Nicola Payne     | 6-2, 6-0         |
| 2.  | 2000-08-20 | Aosta      | $10.000 | Mara Santangelo    | Oana Elena Golimbioschi Andreea Vanc   | 7-5, 4-6, 6-1    |
| 3.  | 2000-08-27 | Cuneo      | $10.000 | Mara Santangelo    | Silvia Disderi Anna Floris             | 7-5, 6-2         |
| 4.  | 2000-09-03 | Spoleto    | $10.000 | Mara Santangelo    | Oana Elena Golimbioschi Andreea Vanc   | walk-over        |
| 5.  | 2000-10-01 | Verona     | $25.000 | Andreea Vanc       | Eugenia Chialvo Lourdes Domínguez Lino | 7-6, 6-2         |
| 6.  | 2009-03-28 | Jersey     | $25.000 | Stéphanie Foretz   | Youlia Fedossova Virginie Pichet       | 6-4, 6-2         |
| 7.  | 2012-12-01 | Dubai      | $75.000 | Vera Doesjevina    | Eva Hrdinová Karolína Plíšková         | 7-5, 6-3         |
| 8.  | 2013-09-29 | Telavi     | $50.000 | Anja Prislan       | Anna Zaja Maša Zec Peškirič            | 7-5, 6-2         |
| 9.  | 2013-11-01 | Istanbul   | $25.000 | Nigina Abduraimova | Tadeja Majerič Andreea Mitu            | 6-3, 2-6, [10-8] |

## Resultaten grandslamtoernooien
| Legenda | Legenda                          |
| ------- | -------------------------------- |
| g.t.    | geen toernooi gehouden           |
| l.c.    | lagere categorie                 |
| –       | niet deelgenomen                 |
| G       | uitgeschakeld in de groepsfase   |
| 1R      | uitgeschakeld in de eerste ronde |
| 2R      | uitgeschakeld in de tweede ronde |
| 3R      | uitgeschakeld in de derde ronde  |
| 4R      | uitgeschakeld in de vierde ronde |
| KF      | uitgeschakeld in de kwartfinale  |
| HF      | uitgeschakeld in de halve finale |
| F       | de finale verloren               |
| W       | het toernooi gewonnen            |
| w-v     | winst/verlies-balans             |

### Enkelspel
| Toernooi        | 2001 | 2002 | 2003 | 2004 | 2005 | 2006 | 2007 | 2008 | 2009 | 2010 | 2011 | 2012 | 2013 |
| --------------- | ---- | ---- | ---- | ---- | ---- | ---- | ---- | ---- | ---- | ---- | ---- | ---- | ---- |
| Australian Open | –    | 2R   | –    | 2R   | 1R   | 3R   | 3R   | 2R   | 1R   | –    | 1R   | –    | –    |
| Roland Garros   | –    | 1R   | 1R   | 2R   | 1R   | 1R   | 1R   | 1R   | –    | 1R   | –    | –    | –    |
| Wimbledon       | –    | –    | 2R   | 2R   | 1R   | 1R   | 1R   | 1R   | 1R   | 1R   | –    | 1R   | 1R   |
| US Open         | 1R   | –    | 2R   | 2R   | 2R   | 1R   | 2R   | 2R   | 1R   | 2R   | –    | –    | –    |

### Vrouwendubbelspel
| Toernooi        | 2004 | 2005 | 2006 | 2007 | 2008 | 2009 |
| --------------- | ---- | ---- | ---- | ---- | ---- | ---- |
| Australian Open | –    | 1R   | 2R   | 3R   | 1R   | –    |
| Roland Garros   | 2R   | 2R   | 1R   | KF   | 1R   | 1R   |
| Wimbledon       | 1R   | 1R   | 3R   | 1R   | 2R   | 2R   |
| US Open         | 2R   | 2R   | 1R   | 3R   | 2R   | 1R   |